# Ítalo Zunino
Ítalo Zunino Muratori (Los Ángeles, 1942-Quilleco, 13 de febrero de 2015) fue un empresario y político chileno.

## Biografía
Hijo de los italianos Armando Zunino Zunino (n. Tiglieto, 1904) y Elena Muratori Cini (n. Génova, 1916), nació en 1942 en Santiago.[cita requerida] A muy temprana edad su familia se trasladó a la ciudad de Los Ángeles, provincia de Bio Bio. 
Se casó en 1962 con María Eugenia Besnier Diez, con quien tuvo seis hijos: María Andrea, Claudia Paz, Ítalo Armando Gabriel, Miguel Luis, María Eugenia y Daniela María.
Falleció en un accidente aéreo en 2015, cuando el helicóptero donde viajaba se estrelló en Quilleco.

## Carrera empresarial
Se dedicó a la agricultura y a la actividad forestal junto a su padre y, a partir de 1974, en forma independiente. Fundador de las empresas Consorcio Maderero Ltda y Forestal Comaco. De esta forma, participó en la formación de un importante conglomerado en el sector forestal chileno. También fue socio del diario La Tribuna.
Estuvo ligado al deporte, principalmente al rodeo chileno, donde fue dueño del criadero «Agua de los Campos y Maquena», cuyos ejemplares fueron varias veces campeones nacionales de rodeo y también campeones nacionales de morfología tanto en Chile como en Uruguay. Fue presidente de la Federación del Rodeo Chileno, director de la Federación de Criadores de Caballos Chilenos, presidente de la Asociación de Rodeo de Bio Bio y de la Asociación de Criadores de Caballos Chilenos de Bio Bio. También fue uno de los dirigentes que trasladó en 1969 el club de fútbol Deportes Iberia, originario de Puente Alto, a Los Ángeles.

## Participación en política
Desde 1970 fue militante del Partido Demócrata Cristiano. Se desempeñó como regidor (1971-1973) y alcalde de Los Ángeles (1972-1974). Participó en la franja del «No» –oposición a la dictadura militar– para el plebiscito de 1988.
Tras el retorno a la democracia, fue embajador de Chile en Japón entre 1990 y 1991 y presidente de la estatal Empresa Nacional del Carbón (ENACAR) entre 1992 y 1994, ambos cargos durante el gobierno de Patricio Aylwin. Fue precandidato a senador por la circunscripción Biobío cordillera en las elecciones parlamentarias de 1997.